# Шилкин, Андрей Афанасьевич
Андрей Афанасьевич Шилкин — советский хозяйственный деятель, Герой Социалистического Труда, защитник Ленинграда, проходчик шахты № 2 Гдовская треста «Ленинградсланцыстрой».

## Биография
Родился 19 ноября 1906 года в крестьянской семье в селе Щербатовка Рязанской губернии, ныне Касимовского района Рязанской области. В 1917 году окончил четыре класса сельской школы.
С 1924 года работал в артели камнеломов родного села. С 1931 года сменил профессию на грузчика автотранспорта и переехал в Москву. С 1933 г. — санинструктор Южной водопроводной станции г. Ленинград. В июле 1934 года пришел на строительство шахты № 2 Гдовских сланцевых рудников в городе Сланцы Ленинградской области. Освоил профессию проходчика, которой остался верен на всю жизнь.
В 1939 году был призван в Красную Армию. Принимал участие в Советско-Финляндской войне в составе 90-й стрелковой дивизии. После демобилизации в июле 1940 г. вернулся на шахту № 2 в качестве врубового машиниста.
В августе 1941 года снова призван в армию. Участвовал в обороне Ленинграда, воевал на Ленинградском фронте в пехотном полку, в лыжном батальоне. В декабре 1941 года получил тяжелое ранение, от которого лечился полтора года в тыловом госпитале города Серов. В марте 1943 года был демобилизован из-за инвалидности.
На родине в селе Щербатовка некоторое время работал печником — сложил в новых домах 32 печи. Вернулся в Сланцы осенью 1945 года. Руководил группой комсомольцев — выпускников школы ФЗО. Затем стал руководить молодёжной бригадой, вернувшись к профессии проходчика. В октябре 1947 года они выполнили два месячных плана проходки.
В 1947-48 гг. перевыполнил личную программу производства на 22,8 % и 28,8 % соответственно. Награждён Орденом Ленина и золотой медалью «Серп и Молот» с присвоением звания Героя Социалистического Труда за внедрение передовых методов работы, благодаря которым значительно увеличилась производительность труда по добыче и переработке угля.
С 1949 года работал сначала на строительстве шахты № 3 того же треста «Ленинградсланец», а позже — горным мастером, взрывником и проходчиком на ней же до выхода на пенсию в июне 1957 года.